# Calculatrice graphique
Pour les articles homonymes, voir Calculatrice (homonymie).
Une calculatrice graphique est une calculatrice scientifique capable de tracer, et éventuellement de permettre l'analyse de graphes de fonctions mathématiques sur son écran. En outre, les calculatrices graphiques sont programmables et peuvent afficher à l'écran plusieurs lignes de texte ou de calcul. Certaines calculatrices graphiques ont des écrans couleur.
Dans le domaine technologique, les calculatrices, qui ne tiennent plus dans la poche, n'ont pas résisté à la concurrence des ordinateurs portables, qui offrent des possibilités de programmation avec des langages standard et des capacités graphiques largement supérieures. Vendues à l'origine comme instruments de calcul et d'enseignement des mathématiques, les calculatrices graphiques ont d'abord été mises en cause en tant que permettant de tricher aux examens, puis en raison de la superficialité des notions qu'elles mettent en œuvre, qui peuvent faire obstacle à l'incorporation des concepts mathématiques abstraits qui sont l'objectif de l'enseignement, tandis que la présentation de résultats graphiques sur une étroite fenêtre fait oublier ce que se passe hors de celle-ci. Les inconvénients apparaissent d'autant plus que les professeurs n'intégrent pas leur usage et ses limites dans les leçons (Guin et Trouche 1998). 

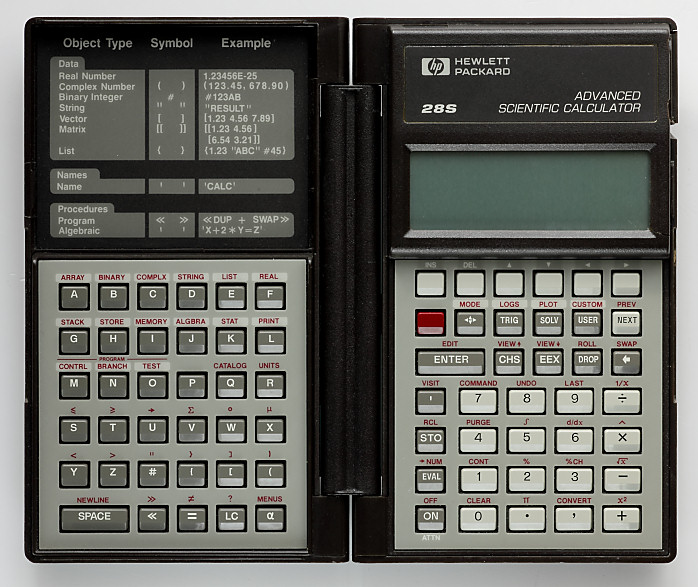
HP-28 (1987)

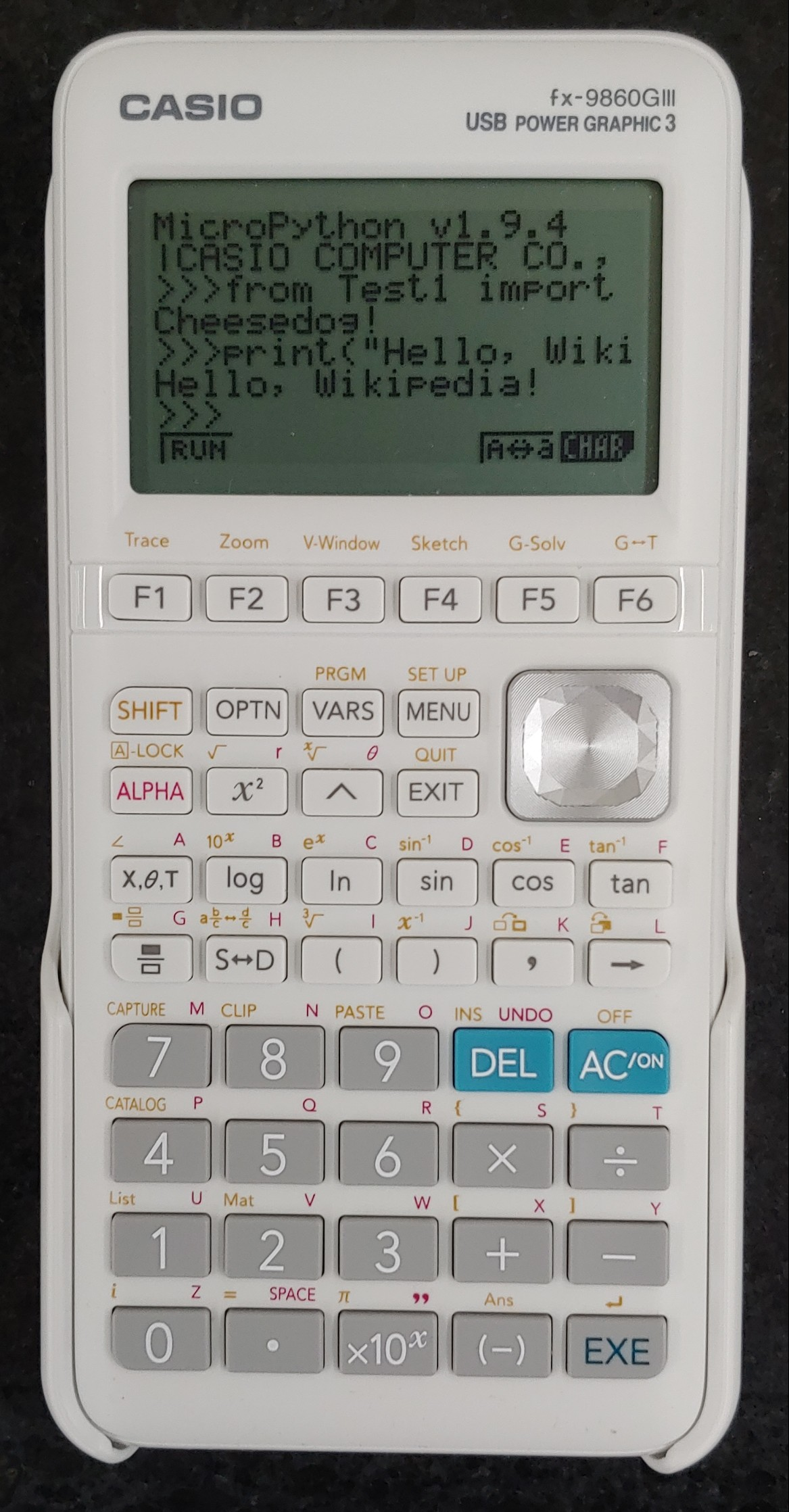
Calculatrice graphique Casio Graph 35+E 2 (fx-9860 G III)

## Les premiers modèles

### Années 1980-1989
La première calculatrice graphique a été introduite en 1985 par Casio, avec la FX-7000G,.
Il y a eu ensuite :
- chez HP : la HP-28 (1987)[3], la HP-48SX (1990), la HP-48S (1991[4]), la HP-48G/GX (1993[5]), la HP-38G (1995[6]), la HP-49G (1999), la HP-39G [7] et la HP-40G (2000[8]), la HP-48GII (2003), et la HP-49G+ (2004) ;
- chez Casio : la FX-8500g (une FX-8000g avec plus de mémoire) et la FX-7500g (qui se refermait comme un poudrier).

### Années 1990-1999
À partir de 1990, la société Texas Instruments diffuse des calculatrices graphiques, en commençant par la TI-81. Une partie des nouvelles calculatrices Texas Instruments sont des évolutions de ce modèle, avec entre autres plus de mémoire vive : la TI-82, 83, 83 Plus, et la 84 Plus. D'autres modèles ont été conçus spécifiquement pour les élèves de 10  à   14 ans : la TI-80, la TI-73, et la TI-73 Explorer. Deux modèles étaient plus particulièrement destinés aux ingénieurs : la TI-85, puis la TI-86, une évolution de cette dernière. Texas Instruments diffuse également toute une gamme de calculatrices adaptées à l'analyse et l'algèbre, et disposant d'un puissant logiciel de calcul formel : la TI-92 (le modèle originel, sorti en 1995, disposant d'un grand écran et d'un clavier QWERTY), la TI-92 Plus (1998), la TI-89 (sortie en 1998, elle dispose des mêmes fonctionnalités que la TI-92 Plus, mais son boîtier est plus petit), la TI-89 Titanium. La Voyage 200, très complète, reprend toutes les caractéristiques de la TI-92 Plus, dans un boîtier au design plus moderne sans pour autant apporter de nouvelles fonctionnalités ou de nouvelles technologies depuis la première TI-92 (1995). La dernière-née de Texas Instruments, la TI-Nspire (2007), est axée sur la pédagogie.
Casio produit également une gamme de calculatrices graphiques, actuellement produite sous le nom "Graph ..." en Europe (anciennement "cfx ....") elle se compose d'une dizaine de modèles de la Graph 25 jusqu'à la Graph 100+. Le dernier modèle produit, la ClassPad 300 est la première calculatrice à mettre en œuvre un écran tactile (si l'on excepte toutefois la discrète SHARP EL-9600, produite en 1997, machine graphique plus modeste mais déjà pourvue d'écran tactile et d'un stylet permettant de la piloter efficacement).

### Fraude à la calculatrice
Avec l'arrivée de calculatrices graphiques comportant une importante mémoire, depuis le début des années 1990, un nouveau type de fraude est né en France, échappant à tout contrôle[réf. souhaitée]. Les élèves peuvent enregistrer des extraits de cours dans les 2 Mo de TI-89, et même des cours entiers scannés dans les plus de 100 Mo de mémoire de la TI-Nspire CX qui peut afficher directement des images au format JPEG sur son écran couleur. De plus, en France, ce type de fraude n'est pas encore punissable lors d'examens officiels comme le baccalauréat[réf. souhaitée]. Les données contenues dans les mémoires des calculatrices étant assimilées à des fichiers informatiques, surveillants, professeurs et examinateurs ne peuvent pas y accéder ni même effacer le contenu.
La seule parade étant alors l'interdiction pure et simple de toute calculatrice lorsque celle-ci n'est pas absolument nécessaire. Elle est donc interdite à tout examen ou concours de l'enseignement scolaire dans certaines disciplines (comme le Français ou l'Histoire et la Géographie). Dans les disciplines où elles ne sont pas expressément interdites (comme les mathématiques ou la physique-chimie), la page de garde des sujets doit impérativement mentionner si elles sont autorisées ou interdites.
En France, le ministère de l'Éducation nationale met progressivement en place l'obligation d'un « mode examen » pour toutes les calculatrices graphiques pour le passage d'examens ou concours scolaires. Ainsi, à partir de la session 2018 du baccalauréat par exemple, seules les calculatrices non programmables (calculatrice niveau collège par exemple) ou les calculatrices programmables disposant de ce mode auraient dû être autorisées. Le mode examen a pour but de bloquer (temporairement ou définitivement) l'accès aux données personnelles enregistrées dans la calculatrice (ou de les effacer définitivement). Un témoin lumineux clignotant permettra d'informer les surveillants qu'il est activé. Il devra être irréversible pendant toute la durée de l'épreuve, c'est-à-dire que seule une connexion physique par câble sur un ordinateur ou une autre calculatrice permettra la sortie de ce mode. Bien entendu, le mode examen aura pour effet de bloquer toute transmission de données (wifi, Bluetooth, ou tout mode de communication à distance quel qu'il soit).
Dans la pratique, à partir de la session 2018 du bac, dans les épreuves où le sujet autorise l'usage de la calculatrice, le candidat ne pourra et ne devra activer le mode examen pendant toute la durée de l'épreuve que sur instruction du surveillant de la salle. Les autres modalités d'usage de la calculatrice resteront inchangées : prêt de machine entre les candidats interdit, une seule machine autorisée par table. En cas de panne le candidat pourra toujours demander aux surveillants l'autorisation de changer de machine.
Finalement, l'obligation d'activer le mode examen a été annulé pour les sessions 2018 et 2019 du baccalauréat, ainsi qu'aux autres examens et concours de l'enseignement secondaire.